# 英國認可局
英國認可局（英語：United Kingdom Accreditation）是英國政府認可的唯一國家認可機構，負責提供評估認證、測試、檢驗和校準服務的組織的能力。它對這些合格評定機構進行評估，然後在發現它們符合相關國際規定標準時對其進行認證。

## 歷史
前身是 1995年NAMAS（國家計量認證服務）與NACCB（國家認證機構認可委員會）合併,NAMAS（國家計量認證服務）前身是1966 年成立的 BCS（英國校準服務）與1981 年成立的 NATLAS（國家測試實驗室認可計劃合併。
1995 年根據與英國政府的諒解備忘錄成立。

## 主要職責
根據國際公認標準評估合格評定機構的能力,向實驗所、認證機構及檢驗機構,發出 UKAS認證（認可組織提供合格評定任務的能力),頒發認可證書和附表，顯示特定合格評定機構的認可限制，並允許在認可認證上使用 UKAS 標誌，前提是該標誌附有認可機構的 UKAS 認可編號。認證的有效性應在 UKAS 網站上進行檢查。UKAS 證書沒有有效期限。

## 涵蓋的標準
ISO/IEC 17025
ISO 15189
ISO/IEC 17020
ISO/IEC 17021
ISO 9001
ISO 14001
ISO 13485
ISO 22000
ISO 45001
ISO/IEC 27001
ISO 50001
ISO 55001
ISO 22301
ISO/IEC 17024
ISO/IEC 17065
ISO/IEC 17043
ISO 17034
ISO/IEC 14065
ISO/IEC 17029
ISO 20387

## 外部連結
- 英國認可局 （页面存档备份，存于）